# سیارک ۲۷۲۹۶
سیارک ۲۷۲۹۶ (به انگلیسی: 27296 Kathyhurd، نامگذاری:2000AO144)۲۷۲۹۶مین سیارک کشف شده‌است که در ۰۵ ژانویه ۲۰۰۰ کشف شد.